# کوپن وسطی
کوپن وسطی، روستایی از توابع سورنا شهرستان سورنا در استان فارس ایران است.

## جمعیت
این روستا در دهستان رستم دو قرار دارد و براساس سرشماری مرکز آمار ایران در سال ۱۳۸۵، جمعیت آن ۵۶۸ نفر (۱۱۱خانوار) بوده‌است.